# FK Javor Ivanjica
FK Javor Ivanjica (Servisch: Фк Јавор Ивањица ) of kortweg Javor Ivanjica is een Servische voetbalclub uit de stad Ivanjica.
De club werd in 1912 opgericht en is daarmee een van de twee oudste clubs van Servië. Javor promoveerde in 2002 naar de hoogste klasse en werd daar vijftiende op achttien clubs en degradeerde. In 2005 keerde de club terug en nam de naam Habitpharm Ivanjica aan en werd twaalfde op zestien clubs en degradeerde opnieuw. In 2008 promoveerde de club opnieuw en speelde nu tot 2014 in de hoogste klasse. Na één seizoen kon de club terug promoveren en bereikte in 2016 de finale van de Servische voetbalbeker, welke met 0-2 werd verloren van Partizan Belgrado. In 2018 degradeerde de club, maar ze konden de afwezigheid tot één seizoen beperken. 
Borac ·
Dubočica ·
Grafičar · 
Inđija ·
Javor-Matis ·
Mačva Šabac ·
Mladost GAT ·
Radnički Sremska Mitrovica ·
Radnik Surdulica · 
Sloboda ·
Sloven Ruma ·
Smederevo ·
Trayal Kruševac ·
Voždovac ·
Vršac ·
Zemun